# Ceutorrhynchus insularis
Ceutorhynchus insularis es una especie de insecto coleóptero de la familia Curculionidae. Este gorgojo se encuentra presente únicamente en dos islas: Surtsey, en Islandia, y una del archipiélago de San Kilda, en el Reino Unido.